# Операція по штурму в'язниць у Донецьку
Операція по штурму в'язниць у Донецьку — зірвана спецоперація, планована два роки Міністерством оборони України для визволення із місць позбавлення волі українських військових утримуваних на території ОРДЛО. Планування операції розпочалось у грудні 2018 року. Про зрив операції, її схожий почерк із зривом операції по затриманню Вагнерівців розповів підполковник ЗСУ Михайло Ніколов. Довго планована операція передбачала інтенсивні тренування, побудову схем штурму, відпрацювання тактики штурму в реальних умовах на схожих по проекту місцях позбавлення волі на території України. Метою операції було виведення заручників, яких у ОРДЛО та в Росії використовували як важелі впливу. Операція планувалась при ретельному відборі мотивованих учасників із числа досвідченого кадрового складу військових. Згодом бойова група, розвідники були викриті українською стороною, а самі учасники планованої операції піддались переслідуванням зі сторони СБУ.